# Oliarus haleakalae
Oliarus haleakalae är en insektsart som beskrevs av George Willis Kirkaldy 1909. Oliarus haleakalae ingår i släktet Oliarus och familjen kilstritar. Inga underarter finns listade i Catalogue of Life.